# 胡安·路易斯·圣富恩特斯
胡安·路易斯·圣富恩特斯·安多奈吉（西班牙語：Juan Luis Sanfuentes Andonaegui，西班牙語發音：[xwan lwis saɱˈfwentes]；1858年12月27日—1930年7月16日），智利政治家、律师，曾于1915年至1920年期间担任智利总统。

## 生平
圣富恩特斯是智利作家萨尔瓦多·圣富恩特斯的儿子，但他自幼便成为孤儿，由哥哥恩里克·萨尔瓦多·圣富恩特斯抚养长大。他在智利大学接受律师培训，并于1879年取得法学博士学位。他在1885年与安娜·埃查萨雷塔结婚，两人共育有五个孩子。
1901年，圣富恩特斯在费德里科·埃拉苏里斯·埃绍伦总统的政府中出任财政部长，后于1906年至1909年担任智利参议院议长。
1915年智利总统选举期间，民主自由党候选人圣富恩特斯与自由联盟支持的候选人哈维尔·安赫尔·菲格罗亚之间展开了激烈角逐。圣富恩特斯最终以一票的优势击败菲格罗亚，由于选举过程弥漫在欺诈和操纵的指控中，为了平息争议国会临时又进行了确认投票，圣富恩特斯以77票对菲格罗亚的41票再次获胜。
在第一次世界大战期间，圣富恩特斯政府始终保持中立，在此期间智利国内经济出现了较大的繁荣景象；国内工业发展在四年中增长了53%，但随着战争的结束，硝酸盐工业旋即产生危机，进而引发了一轮社会动荡的浪潮。
圣富恩特斯在他总统任期的最后一年里对煤矿工人与工会成员的罢工运动持强硬政策，这也成为了其后自由派改革力量崛起的关键因素。1920年底，圣富恩特斯从公共政治生涯中退休，他与妻子一起回到圣地亚哥塔尔卡附近的卡马里科庄园中过着普通的生活。1930年7月16日，圣富恩特斯病逝于圣地亚哥，享年71岁。

## 政府

### 何塞·埃利亚斯·巴尔马塞达内阁（1915年12月15日-1916年1月8日）
| 职务                     | 姓名                         | 姓名 | 政党或其他政府要职出身 | 备注 |
| ------------------------ | ---------------------------- | ---- | ---------------------- | ---- |
| 内政部长                 | 何塞·埃利亚斯·巴尔马塞达     |      | 参议院 同盟 民主自由党 |      |
| 外交、宗教与殖民部长     | 拉蒙·苏韦卡索·比库尼亚       |      | 同盟 保守党            |      |
| 战争与海军部长           | 萨尔瓦多·贝尔加拉·阿尔瓦雷斯 |      | 陆军中将               |      |
| 财政部长                 | 拉蒙·桑特利塞斯·奎瓦斯       |      | 同盟 保守党            |      |
| 司法与公共教育部长       | 奥古斯托·奥雷戈·卢科         |      | 自由联盟 自由党        |      |
| 工业、公共工程与铁道部长 | 罗伯托·古斯曼·蒙特           |      | 自由联盟 自由党        |      |

圣富恩特斯首先任命民主自由党人何塞·埃利亚斯·巴尔马塞达组阁，阁员中有两人出身自自由联盟，这样做是为了让自由联盟意见不合。联盟凭借参议院席位要求内阁总辞，但在众议院，同盟席位优胜于联盟。在国会争执的同时，巴尔马塞达内阁开始清洗亲联盟或中立的官僚，并代之以亲同盟的官僚。此行为激怒了联盟，联盟议员开始在国会中阻碍预算案与法案通过。终于，在1916年1月8日，圣富恩特斯授权联盟议员马克西米利亚诺·伊瓦涅斯组阁，巴尔马塞达内阁遂总辞。

### 第二届马克西米利亚诺·伊瓦涅斯内阁（1916年1月8日-1916年7月1日）
| 职务                     | 姓名                              | 姓名 | 政党或其他政府要职出身 | 备注              |
| ------------------------ | --------------------------------- | ---- | ---------------------- | ----------------- |
| 内政部长                 | 马克西米利亚诺·伊瓦涅斯           |      | 众议院 自由联盟 自由党 |                   |
| 外交、宗教与殖民部长     | 拉蒙·苏韦卡索·比库尼亚            |      | 同盟 保守党            | 1916年4月27日离任 |
| 外交、宗教与殖民部长     | 西尔韦斯特雷·奥查加维亚·埃乔伦    |      | 同盟 保守党            | 1916年4月27日就任 |
| 战争与海军部长           | 科尔内略·萨韦德拉·蒙特            |      | 众议院 同盟 民族党     |                   |
| 财政部长                 | 阿曼多·克萨达                     |      | 众议院 自由联盟 激进党 |                   |
| 司法与公共教育部长       | 罗伯托·桑切斯·加西亚·德·拉·韦尔塔 |      | 同盟 民主自由党        |                   |
| 工业、公共工程与铁道部长 | 安赫尔·瓜雷略                     |      | 参议院 自由联盟 民主党 |                   |

马克西米利亚诺·伊瓦涅斯曾在前总统拉蒙·巴罗斯·卢科任内拜相，这次，他组建了一个跨派系内阁——同盟和联盟各有三个阁员。此次也是民主党首次入阁。伊瓦涅斯内阁实施了建造学校的政策，但因为两派在任命第一女子中学校长的议题上不合，内阁成立不到七个月，便在1916年7月1日总辞。

### 第二届路易斯·伊斯基耶多·弗雷德斯内阁（1916年7月1日-1916年11月20日）
| 职务                     | 姓名                           | 姓名 | 政党或其他政府要职出身 | 备注             |
| ------------------------ | ------------------------------ | ---- | ---------------------- | ---------------- |
| 内政部长                 | 路易斯·伊斯基耶多·弗雷德斯     |      | 自由联盟 自由党        |                  |
| 外交、宗教与殖民部长     | 胡安·托科纳尔·多斯特尔         |      | 同盟 保守党            |                  |
| 战争与海军部长           | 科尔内略·萨韦德拉·蒙特         |      | 众议院 同盟 民族党     | 1916年7月3日离任 |
| 战争与海军部长           | 豪尔赫·博南                    |      | 陆军中将               | 1916年7月3日就任 |
| 财政部长                 | 路易斯·德沃托·阿里萨加         |      | 同盟 民主自由党        |                  |
| 司法与公共教育部长       | 阿尔韦托·罗梅罗·埃雷拉         |      | 同盟 民族党            |                  |
| 工业、公共工程与铁道部长 | 胡斯蒂尼亚诺·索托马约尔·古斯曼 |      | 自由联盟 自由党        |                  |

### 恩里克·萨尼亚图内阁（1916年11月20日-1917年7月14日）
| 职务                     | 姓名                       | 姓名 | 政党或其他政府要职出身     | 备注 |
| ------------------------ | -------------------------- | ---- | -------------------------- | ---- |
| 内政部长                 | 恩里克·萨尼亚图            |      | 众议院 同盟 民主自由党     |      |
| 外交、宗教与殖民部长     | 阿拉米罗·维多夫罗·巴尔德斯 |      | 同盟 保守党                |      |
| 战争与海军部长           | 奥斯卡·乌尔苏亚·哈拉米略   |      | 众议院 自由联盟 自由党     |      |
| 财政部长                 | 阿图罗·普拉特·卡瓦哈尔     |      | 众议院 同盟 民族党         |      |
| 司法与公共教育部长       | 佩德罗·伊尼格斯·拉腊因     |      | 众议院 自由联盟 独立自由党 |      |
| 工业、公共工程与铁道部长 | 拉蒙·莱昂·卢科             |      | 众议院 同盟 民族党         |      |